# سیارک ۲۱۵۴۲
سیارک ۲۱۵۴۲ (به انگلیسی: 21542 Kennajeannet، نامگذاری:1998QA22) بیست و یک هزار و پانصد و چهل و دومین سیارک کشف شده‌است که در ۱۷ اوت ۱۹۹۸ کشف شد.
قدر مطلق سیارک برابر ۳۲.۳ است.